# Książ Wielki (gmina)
Książ Wielki – gmina miejsko-wiejska w województwie małopolskim, w powiecie miechowskim. W latach 1975–1998 gmina położona była w województwie kieleckim.
Siedziba gminy to Książ Wielki (dawniej Wielka Wieś).
Według danych z 30 czerwca 2004 gminę zamieszkiwały 5604 osoby.

## Struktura powierzchni
Według danych z roku 2002 gmina Książ Wielki ma obszar 137,8 km², w tym:
- użytki rolne: 67%
- użytki leśne: 27%

Gmina stanowi 20,36% powierzchni powiatu.
W czasach Królestwa Polskiego gmina leżała w powiecie miechowskim w guberni kieleckiej. 13 stycznia 1870 do gminy przyłączono pozbawiony praw miejskich Książ Wielki.

## Informacje
Gmina Książ Wielki położona jest w północnej części województwa małopolskiego w powiecie miechowskim, na pograniczu Wyżyny Miechowskiej i Garbu Wodzisławskiego. Zajmuje obszar 138 km², z czego 67 proc. stanowią użytki rolne, a 27 proc. lasy. Największy kompleks – las „Chrusty” ma powierzchnię 13 km². i znajdują się w nim dwa rezerwaty przyrody: Lipny Dół oraz Kwiatkówka. To nasycenie lasami, pagórkowaty, poprzecinany wąwozami krajobraz i przepływająca z zachodu na wschód doliną rzeka Nidzica – stanowią o dużej atrakcyjności tego terenu. Wielu mieszkańców pobliskich aglomeracji miejskich (głównie z Krakowa i Śląska) buduje tu domki letniskowe i osiedla się na stałe.

### Liczba mieszkańców
Liczba mieszkańców gminy, liczącej 22 sołectwa, wynosi prawie 5600 osób. Daje to średnią gęstość zaludnienia – 40 osób na km². Głównym źródłem utrzymania jest praca w rolnictwie z nastawieniem na hodowlę trzody chlewnej, uprawę zbóż oraz buraków cukrowych. Rozwojowi rolnictwa sprzyjają dobre ziemie, przeważnie rędziny. We wschodniej części gminy występują także gleby lessowe.

### Edukacja
W gminie czynne są: przedszkole, trzy szkoły podstawowe oraz Zespół Szkół Rolniczych z siedzibą w zamku „Mirów” w Książu Wielkim (dawna rezydencja Wielopolskich). Działa także Dom Pomocy Społecznej dla osób starszych i samotnych w dawnym pałacu Hallerów w Mianocicach oraz Warsztaty Terapii Zajęciowej w dawnym dworze Zdziechowskich w Rzędowicach.

### Gastronomia
Wzdłuż przecinającej teren gminy drogi krajowej nr 7, prowadzi działalność siedem  lokali gastronomicznych w miejscowościach: Antolka, Książ Wielki i Moczydło, z których dwa (Antolka i Książ Wielki) zapewniają także miejsca noclegowe.

### Infrastruktura wodno-kanalizacyjna
Cały obszar gminy objęty jest siecią wodociągową oraz telefoniczną. Miejscowości Książ Wielki i Wielka Wieś wyposażone są w sieć kanalizacyjną, odprowadzającą ścieki do oczyszczalni. W najbliższych latach planowana jest rozbudowa tej sieci. W sołectwach oddalonych od oczyszczalni głównej, wybudowano ostatnio, korzystając z dotacji unijnych, szereg oczyszczalni przydomowych. Dzięki temu zlikwidowano większość tzw. szamb, co znacznie zmniejszyło zagrożenie środowiska naturalnego.

## Klimat
Obszar Gminy Książ Wielki znajduje się w regionie klimatycznym śląsko-małopolskim. Oto statystyki charakteryzujące pogodę na tym terenie:
- średnia temperatura stycznia: 3,0 °C
- średnia temperatura lipca: 17,7 °C
- czas trwania termicznej zimy (liczba dni o średniej temp. poniżej 0 °C): 92 dni
- czas trwania termicznego lata (liczba dni o średniej temp. powyżej 15 °C): 91 dni
- liczba dni pogodnych (o najmniejszym zachmurzeniu): 62 dni
- liczba dni pochmurnych (o najwyższym zachmurzeniu): 122 dni
- roczny opad atmosferyczny: 610 mm

8 liczba dni z szatą śnieżną: 80 dni
Na terenie gminy przeważają wiatry z kierunku zachodniego.

## Demografia

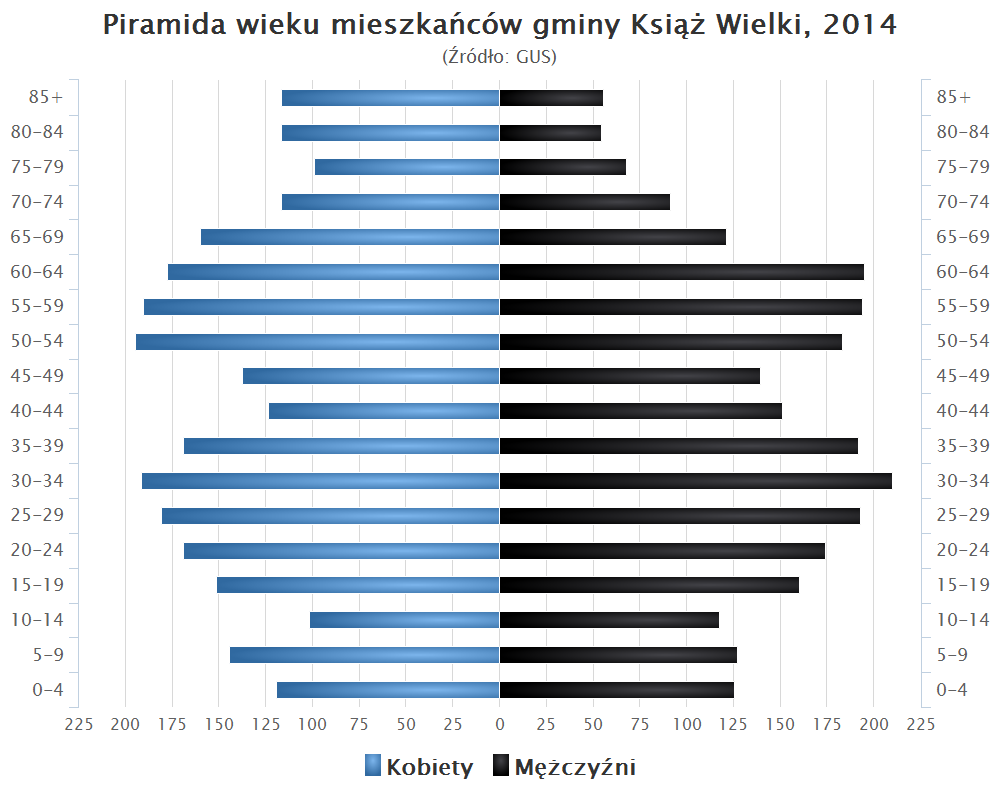
Piramida wieku mieszkańców gminy Książ Wielki w 2014 roku

Dane z 30 czerwca 2004:
| Opis                              | Ogółem | Ogółem | Kobiety | Kobiety | Mężczyźni | Mężczyźni |
| --------------------------------- | ------ | ------ | ------- | ------- | --------- | --------- |
| jednostka                         | osób   | %      | osób    | %       | osób      | %         |
| populacja                         | 5604   | 100    | 2890    | 51,6    | 2714      | 48,4      |
| gęstość zaludnienia (mieszk./km²) | 40,7   | 40,7   | 21      | 21      | 19,7      | 19,7      |

## Sołectwa
Antolka, Boczkowice, Cisie, Cisia Wola, Częstoszowice, Giebułtów, Głogowiany-Wrzosy, Głogowiany-Stara Wieś, Konaszówka, Książ Mały, Książ Mały-Kolonia, Książ Wielki, Krzeszówka, Łazy, Mianocice, Małoszów, Moczydło, Rzędowice, Trzonów, Tochołów, Wielka Wieś, Zaryszyn.
Miejscowości bez statusu sołectwa: Cisie-Gajówka, Podlesie.

## Sąsiednie gminy
Charsznica, Działoszyce, Kozłów, Miechów, Słaboszów, Wodzisław